# Museo de Arte de Estonia
El Museo de Arte de Estonia (en estonio: Eesti Kunstimuuseum) fue fundado en 1919. Originalmente se ubicaba en el palacio Kadriorg, aunque actualmente alberga cinco sedes y exhibe tanto arte estonio como arte internacional. En la década de 1980 se fundaron las primeras filiales del Museo de Arte de Estonia, y desde 1995 todas las sedes ofrecen programas educativos diferenciados para niños y niñas y jóvenes.

## Sedes
El Museo de Arte de Estonia está comprendido por los siguientes cinco museos:
- En el parque Kadriorg:
  - Museo Kumu (edificio principal del Museo de Arte de Estonia). Exhibe arte estonio desde el siglo XVIII hasta la actualidad.
  - Museo de Arte Kadriorg. Ubicado en el palacio Kadriorg, muestra las colecciones más importantes de arte europeo y ruso entre los siglos XVI y XX.
  - Museo Mikkel. Muestra la colección de arte de Johannes Mikkel.
- En otros lugares de Tallin:
  - Museo Niguliste. Ubicado en la antigua iglesia de San Nicolás, muestra una colección de arte histórico eclesiástico durante siete siglos, incluyendo arte medieval y arte post-reformista en Estonia.
  - Museo Adamson-Eric. Muestra la obra de Adamson-Eric, uno de los pintores más destacables de Estonia. La colección comprende sus pinturas, cerámicas, cuero, joyería, textiles y mobiliario. El museo fue inaugurado en 1983.